# Hydrops
Hydrops – rodzaj węży z podrodziny ślimaczarzy (Dipsadinae) w rodzinie połozowatych (Colubridae).

## Zasięg występowania
Rodzaj obejmuje gatunki występujące w Kolumbii, Wenezueli, na Trynidadzie, w Gujanie, Surinamie, Gujanie Francuskiej, Brazylii, Ekwadorze, Peru, Boliwii, Paragwaju i Argentynie.

## Systematyka

### Etymologia
Hydrops: gr. ὑδρος hydros „wąż wodny”; ωψ ōps, ωπος ōpos „twarz, oblicze”.

### Podział systematyczny
Do rodzaju należą następujące gatunki:
- Hydrops caesurus Scrocchi, Ferreira, Giraudo, Ávila & Motte, 2005
- Hydrops martii (Wagler, 1824)
- Hydrops triangularis (Wagler, 1824)